# Friedrich Carl Wilhelm Bütow
Friedrich Carl Wilhelm Bütow, auch Buettow (* 24. Oktober 1813 in Treptow an der Rega; † zwischen 1876 und 1897) war ein deutscher Orgelbauer.

## Leben
Er war ein Sohn des Christian Friederich Buettow und der Willemine Elisabeth Teppern geboren. Seine Geschwister waren Caroline Charlotte, geboren am 6. November 1816, welche den Buchbinder Georg Mühlke heiratete und der jüngere Bruder Fritz, Lehrer in Königsberg in der Neumark.
Auf der Wanderschaft kam er 1846 nach Königsberg und bewarb sich vermutlich nach dem Tod des Orgelbauers A. Landowans um die Pflege der Marienorgel. Er wurde Bürger der Stadt und baute im Jahre 1850 eine Werkstatt auf. Im gleichen Jahr heiratete er Marie Deleroi (a de la Roi). Bis zum Jahre 1876 entstanden in der Bütowschen Werkstatt sechzehn Orgeln mit mechanischen Schleifladen. Leider blieb durch die Folgen des Zweiten Weltkrieges praktisch nichts von seinen Orgeln erhalten. Sein Sohn Paul Bütow, am 31. Dezember 1854 geboren, erlernte bei seinem Vater das Handwerk und führte die Werkstatt bis 1925 weiter. Er übernahm die Bauweise seines späteren Lehrmeisters Wilhelm Sauer, Frankfurt (Oder) und baute ebenfalls Kegelladenorgeln. Annehmbar ist, das die Orgel in der Kirche von Groß Lindow sein Meisterstück war.
Wann Friedrich Carl Wilhelm Bütow starb, ist nicht sicher, vermutlich vor 1897, da zu diesem Zeitpunkt nur nachweisbar ist, dass der Sohn mit seiner Mutter gemeinsam in einer Wohnung in der Klosterstraße 276 wohnte.

## Werke
- 1847, Rohrbeck (Rosnowo), Mitarbeit an der Landowans-Orgel als Geselle, 10 Register, II Manuale, Pedal
- 1850, Dertzow (Derczewo), 7 Register, I Manual, Pedal
- 1851 Dürren Selchow (Żelichów), 8 Register, II Manuale, Pedal
- um 1852 Dobberphul (Dobropole Gryfińskie), technische Daten nicht mehr existent, Umbau 1910 durch die Orgelbaufirma Wilhelm Sauer
- 1853 Klein Mantel (Mętno Małe), 4 Register, I Positiv
- um 1854 Herrendorf (Chłopowo), 4 Register, I Manual, Pedal
- 1856 Reichenfelde (Garnowo), 5 Register, I Manual, Pedal
- um 1857 Wedell (Czartoryja), 6 Register, I Manual, Pedal
- 1863 Kutzdorf (Gudzisz), 9 Register, I Manual, Pedal
- 1863 Grabow (Grabowo), 9 Register, I Manual, Pedal
- 1864 Klein Wubiser (Stare Objezierze), 8 Register, I Manual, Pedal
- 1868 Woltersdorf (Mirowo), 6 Register, I Manual, Pedal
- 1870 Wuthenow (Otanów), 7 Register, I Manual, Pedal, Gehäusefront blieb erhalten
- vermutlich 1871 Kerkow (Kierzków), 10 Register, II Manuale, Pedal, in der Empore blieb das Gehäuseunterteil erhalten
- 1872 Bellin (Bielin), 8 Register, I Manual, Pedal, Umbau 1906 durch die Orgelbaufirma Wilhelm Sauer, 10 Register, II Manual, Pedal und vermutlich pneumatische Kegelladen
- 1874 Klemzow (Klępicz), 8 Register, I Manual, Pedal
- 1876 Görlsdorf (Góralice), 11 Register, II Manuale, Pedal, als einzige erhalten